# Khady Hane
Khadidjatou Hane, Khady Hane (Dakar, 6 de dezembro de 1962) é uma escritora senegalesa.
Vive atualmente na França onde estudou na Universidade de Paris.